# День (информационное агентство)
«День» — еженедельная общественно-политическая газета, выходившая в Ижевске с 1998 по 2014 г.г., главный редактор — Сергей Щукин. С 2015 года на базе печатного еженедельника создан новый медийный проект — Интернет-газета «ДЕНЬ.org». Учредитель и издатель — Сергей Щукин.

## Политическая направленность
Газета являлась одним из главных республиканских СМИ, имевших ярко выраженную оппозиционную властям Удмуртии направленность. В ней регулярно публиковались материалы о коррупции удмуртских чиновников, политических митингах (в том числе, с требованием отставки президента республики — А. А. Волкова), критические материалы о состоянии местного ЖКХ и т. д. Главный редактор газеты — Сергей Щукин — является лидером регионального отделения партии «Патриоты России».
Газета неоднократно меняла типографию и с 2005 года до прекращения выпуска печаталась за пределами республики. Главный редактор газеты связывал это с её политической деятельностью.